# Zach King

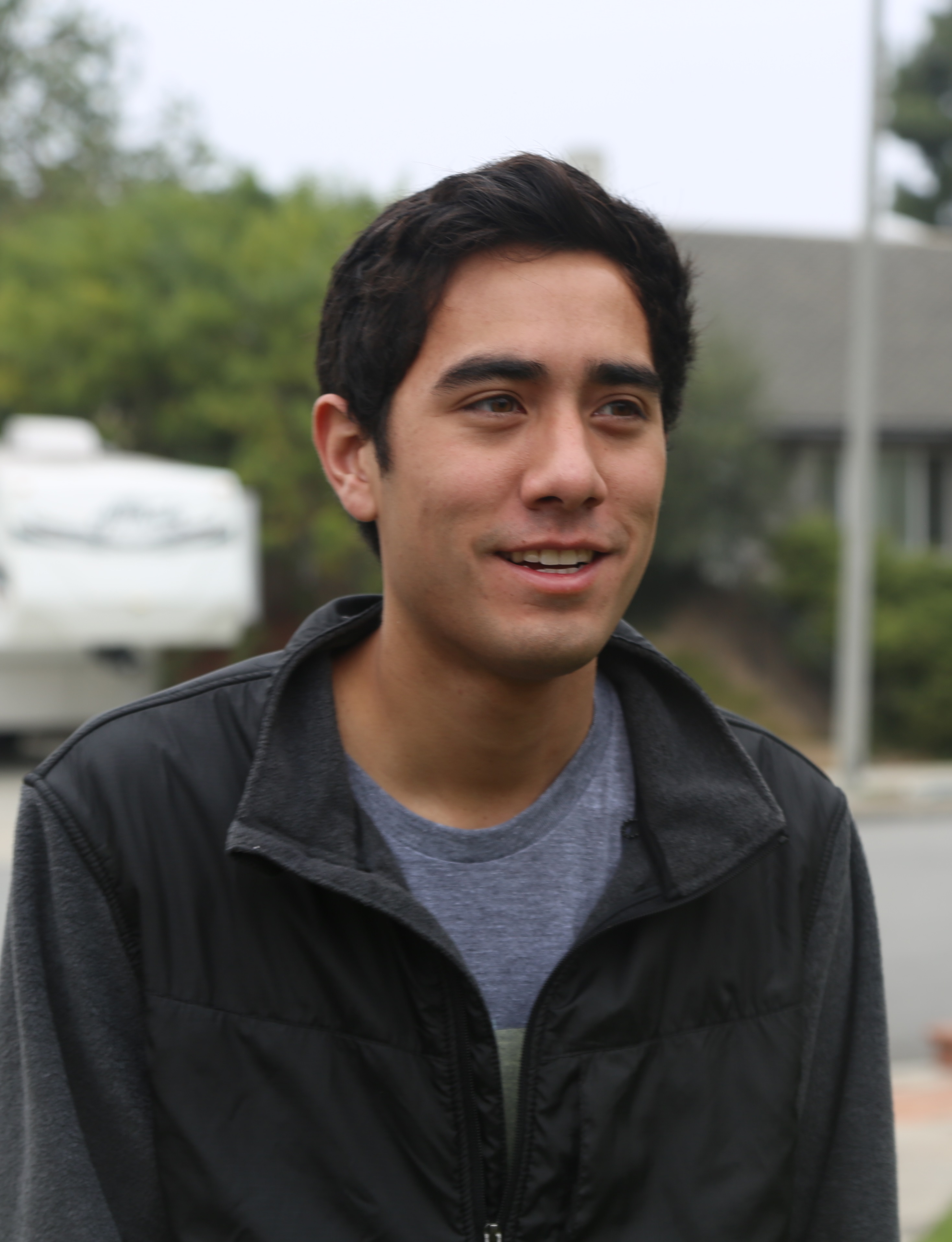
Zach King w 2013 r.

Zach King (ur. 4 lutego 1990 w Portlandzie w stanie Oregon) – amerykańska osobowość internetowa, filmowiec i iluzjonista mieszkający w Los Angeles. Jest najbardziej znany z publikowania sześciosekundowych filmów zmontowanych cyfrowo, wyglądających, jakby robił magiczną sztuczkę. Swoje filmy nazywa „cyfrową sztuczką”. Zaczął publikować filmy na YouTube w 2008, natomiast w 2013 zaczął publikować filmy na Vine. King opublikował swój pierwszy film na TikTok w 2016 i od tego czasu zgromadził ponad 45 milionów obserwujących, co czyni go piątą najczęściej obserwowaną osobą w serwisie.

## Życiorys

### Wczesne lata
Urodził się w Portlandzie w stanie Oregon. Posiada w połowie pochodzenie chińskie ze strony ojca, w jednej czwartej austriackie oraz nikaraguańskie ze strony matki. King nakręcił swój pierwszy film, gdy miał siedem lat, używając domowej kamery wideo. Kiedy miał czternaście lat, kupił sprzęt wideo, w tym komputer Mac, aparaty fotograficzne oraz statyw i zaczął tworzyć oraz edytować filmy. Ukończył Biola University ze specjalizacją w dziedzinie kina i sztuki medialnej w grudniu 2012.

### Życie prywatne
King pobrał się z Rachel Holm w 2014. W 2016 rywalizowali razem w The Amazing Race 28 i zajęli 6. miejsce. Od 2017 mieszkali w jednostce osadniczej Rossmoor w stanie Kalifornia. Para ma dwóch synów.